# Jacobi (Schauspieler)
Jacobi (1787 – 1835) war ein deutscher Theaterschauspieler.

## Leben
Jacobi (Taufname war nicht zu eruieren), ist nicht zu verwechseln mit dem Schauspieler gleichen Namens, der ein tüchtiges Mitglied der Neuberischen Truppe war. Geboren 1787, widmete er sich in jungen Jahren der Bühne und hatte das Glück, sehr bald nach Hamburg zu kommen, wo er sich der Gunst Schröders erfreute, der ihn in der Schauspielkunst unterwies und ihm sogar einige Rollen einstudierte. Namentlich verdankte er diesem Meister seine Erfolge als „Don Carlos“. Die Einwirkungen Schröders auf den jungen Jacobi waren noch bei dem alten Jacobi bemerkbar. Er war von der Natur bevorzugt, denn er hatte eine männlich-schöne, kräftige Erscheinung, blitzendes Auge, lockiges Haupthaar, edle Züge und vor allem ein Organ, dessen Wirkung bewunderungswürdig gewesen sein muss. Er verstand es aber auch, mit demselben wie kaum ein anderer Schauspieler mächtig zu wirken und mit den Modulationen, die er ihm zu geben wusste, zu erschüttern, zu rühren, Tränen zu entlocken. So wirkte er durch eine lange Reihe von Jahren am Hamburger Stadttheater als Zierde der Bühne und ausgesprochener Liebling der Publikums. Sein Erscheinen, in welcher Rolle auch immer, wirkte sensationell und niemand sprach ihm seine Bedeutung ab. Bei dieser Ausnahmestellung war es nicht zu verwundern, dass er alle Engagementsanträge von auswärts ablehnte, und wenn er sich auf Gastspielreisen begab, so fand er die gleiche Anerkennung wie daheim.
Zu seinen beliebtesten Rollen zählten die jugendlichen Heldenpartien in der Klassik sowie „Fritz“ in Kotzebues „Kind der Liebe“ und „Hans Sachs“ von Johann Ludwig Deinhardstein. Namentlich in dieser letzten Rolle feierte er Triumphe. Eduard Devrient bezeichnete ihn im jugendlichen Fach als einen der begabtesten Naturalisten.
Er wurde nicht sehr alt. Ende der 1830er Jahre machte sich eine hochgradige Exaltation bei ihm bemerkbar, die höchst nachteilig auf seinen Gesundheitszustand wirkte. Dann kamen auch noch Blutstürze, eine gefahrdrohende Schwäche, eine langwierige, fast hoffnungslose Krankheit.
Sein einst so herrliches Organ war nahezu geschwunden und als er mit Anstrengung all seiner Kräfte noch einmal aufzutreten beschloss, um vom Publikum Abschied zu nehmen, da konnte er nur noch in der Titelrolle von Ernst Raupachs „Der stumme Ritter“ erscheinen.
Bald darauf verschied er 1835.